# TRAF2
TRAF2 (англ. TNF receptor associated factor 2) – білок, який кодується однойменним геном, розташованим у людей на короткому плечі 9-ї хромосоми. Довжина поліпептидного ланцюга білка становить 501 амінокислот, а молекулярна маса — 55 859.
| 10         |  | 20         |  | 30         |  | 40         |  | 50         |
| ---------- |  | ---------- |  | ---------- |  | ---------- |  | ---------- |
| MAAASVTPPG |  | SLELLQPGFS |  | KTLLGTKLEA |  | KYLCSACRNV |  | LRRPFQAQCG |
| HRYCSFCLAS |  | ILSSGPQNCA |  | ACVHEGIYEE |  | GISILESSSA |  | FPDNAARREV |
| ESLPAVCPSD |  | GCTWKGTLKE |  | YESCHEGRCP |  | LMLTECPACK |  | GLVRLGEKER |
| HLEHECPERS |  | LSCRHCRAPC |  | CGADVKAHHE |  | VCPKFPLTCD |  | GCGKKKIPRE |
| KFQDHVKTCG |  | KCRVPCRFHA |  | IGCLETVEGE |  | KQQEHEVQWL |  | REHLAMLLSS |
| VLEAKPLLGD |  | QSHAGSELLQ |  | RCESLEKKTA |  | TFENIVCVLN |  | REVERVAMTA |
| EACSRQHRLD |  | QDKIEALSSK |  | VQQLERSIGL |  | KDLAMADLEQ |  | KVLEMEASTY |
| DGVFIWKISD |  | FARKRQEAVA |  | GRIPAIFSPA |  | FYTSRYGYKM |  | CLRIYLNGDG |
| TGRGTHLSLF |  | FVVMKGPNDA |  | LLRWPFNQKV |  | TLMLLDQNNR |  | EHVIDAFRPD |
| VTSSSFQRPV |  | NDMNIASGCP |  | LFCPVSKMEA |  | KNSYVRDDAI |  | FIKAIVDLTG |
| L          |  |            |  |            |  |            |  |            |

A: Аланін

C: Цистеїн

D: Аспарагінова кислота

E: Глутамінова кислота

F: Фенілаланін

G: Гліцин

H: Гістидин

I: Ізолейцин

K: Лізин

L: Лейцин

M: Метіонін

N: Аспарагін

P: Пролін

Q: Глутамін

R: Аргінін

S: Серин

T: Треонін

V: Валін

W: Триптофан

Кодований геном білок за функціями належить до трансфераз, фосфопротеїнів. 
Задіяний у таких біологічних процесах, як апоптоз, убіквітинування білків, ацетилювання, альтернативний сплайсинг. 
Білок має сайт для зв'язування з ліпідами, іонами металів, іоном цинку. 
Локалізований у цитоплазмі.